# مينوثياس
مينوثياس (باليونانية القديمة: Μενουθιάς) هي مدينة تجارية قديمة تُعَرف عادًة بأنها كانت مدغشقر، أو جزيرة بمبا، أو جزيرة مافيا، أو زنجبار في تنزانيا أو شرق إفريقيا، والتي كانت موجودة منذ عام 50 قبل الميلاد على الأقل. جنبًا إلى جنب مع رابطة وآزانيا، ذُكرت المستوطنة في الكتابات اليونانية المبكرة، مثل كتاب الطواف حول البحر الإرتري (كتاب)، الذي يصف رابطة بأنها "آخر سوق في آزانيا"، على بعد يومين من السفر جنوب جزر مينوثياس

## أنظر أيضا
- آزانيا
- رابطة (ميناء)